# GENIVI Alliance
La GENIVI Alliance, renommée ensuite COVESA (Connected Vehicle Systems Alliance), est un consortium à but non lucratif fondé le 2 mars 2009 par BMW Group, Delphi, GM, Intel, Magneti Marelli, PSA Peugeot Citroën, Visteon, et Wind River Systems. L'objectif de cette alliance est de créer un standard de système d'exploitation basé sur Linux pour l'industrie des systèmes multimédia et systèmes de navigation automobile (appelés dans la profession systèmes IVI pour In-Vehicle Infotainment).

Le 2 août 2011, l'Alliance GENIVI lance un programme de certification de ce standard. Puis le 19 septembre 2012, l'Alliance GENIVI ouvre son projet open source sous l'égide de la Fondation Linux. Ce projet est public et accueille le logiciel automobile spécifique développé par l'alliance.

L'alliance compte aujourd'hui plus de 160 entreprises membres qui travaillent ensemble pour fournir une plate-forme logicielle, basée sur Linux, ouverte et cohérente pour toute l'industrie automobile.

## Structure
La structure du consortium GENIVI est formée des entités suivantes :
- le conseil d'administration formé par les membres Founding Charter et Charter members et d'un petit nombre de membres élus ;
- le bureau de gestion des projets ;
- l'équipe d'architecture du système ;
- des groupes d'experts dont chacun est mené par un équipementier aidé par un fournisseur de rang 1 ;
- des projets open source hébergés par la Fondation Linux.

## Livrables

### Specification d'architecture logicielle
Le consortium GENIVI a adopté un modèle de gestion de projet de type cycle en V et utilise l’ingénierie des systèmes.
Les spécifications démarrent au niveau fonctionnel, puis donnent lieu à la conception d'architecture logicielle et finalement au choix des composants logiciels ou à leur implémentation.

L'architecture logicielle résultante constitue le livrable principale de l'alliance GENIVI. Elle est dorénavant mise à jour tous les 6 mois et sert de référence pour la certification des plates-formes.
À ce jour, les versions suivantes de cette architecture ont été livrées:
- Architecture 1.0
- Architecture 2.0
- Architecture 3.0
- Architecture 4.0
- Architecture 5.0
- Architecture 6.0

Cette architecture logicielle est basée sur un noyau Linux.

Note: Enterprise Architect (de l'entreprise australienne Sparx Systems) est utilisé comme outil logiciel de modélisation pour GENIVI.

### Composants logiciels
L'essentiel de l'architecture logicielle de GENIVI est constitué de composants logiciels open source existant et maintenus par ailleurs.

Mais l'alliance GENIVI doit parfois recourir à des solutions originales pour l'automobile. Elle produit alors son propre code reversé à des projets open sources existant, ou publié dans le projet open source GENIVI.

Le projet open source de l'alliance GENIVI encadre la maintenance d'une vingtaine de composants logiciels.

### Plate-forme de référence
GENIVI travaille en interne sur la bases de plates-formes de références.
Elles ont pour objectif principal de :
- vérifier les spécifications d'architecture ;
- intégrer les composants logiciels entre eux ;
- vérifier les impacts secondaires des spécifications d'architectures: gestion des licences, dépendances entre composants…

Ces plates-formes de référence doivent fonctionner sur des architectures hardware de type ARM ou X86. Elles sont disponibles publiquement et maintenues dans le projet open source de l'alliance GENIVI. 

### Programme de Certification
Le programme de Certification est ouvert aux membres de l'alliance. Il a pour but de certifier de la conformité des plates-formes logicielles présentées à une version des spécifications d'architecture.

Aujourd'hui, plusieurs plates-formes sont déjà certifiées vis-à-vis de chacune des versions de l'architecture GENIVI.

## Membres
GENIVI est composé de plus de 160 membres dont :
- des constructeurs automobiles :
  - BMW ;
  - GM ;
  - Hyundai ;
  - Jaguar Land Rover ;
  - Nissan ;
  - PSA Peugeot Citroën ;
  - Renault ;
  - Shanghai Automotive Industry Corporation ;

- des fabricants de semi-conducteurs :
  - Altera ;
  - Freescale ;
  - Intel ;
  - Micrel (en) ;
  - nVidia ;
  - Renesas ;
  - STMicroelectronics ;
  - Texas Instruments ;
  - Xilinx ;

- des fournisseurs d'équipements :
  - Aisin AW ;
  - Alpine Electronics ;
  - Bosch ;
  - Faurecia Clarion Electronics ;
  - Continental AG ;
  - Delphi ;
  - Magneti Marelli ;
  - Mitsubishi ;
  - Opensynergy ;
  - TomTom ;
  - Valeo ;
  - Visteon ;
  - XSe (previously owned by Harman) ;

- des fournisseurs de services et de logiciels :
  - Abinsula
  - AllGo Embedded ;
  - EmSyS, Larsen & Toubro Limited ;
  - Ericpol Telecom ;
  - ESG ;
  - ICT Software Engineering ;
  - KPIT Cummins (en) ;
  - Luxoft (ru) ;
  - MontaVista ;
  - Nomovok Oy ;
  - Parrot ;
  - Pelagicore AB ;
  - Tata Consultancy Services ;
  - Tata Elxsi (en) ;
  - Wind River ;
  - Wipro.

## Réunions
L'alliance GENIVI est internationale. La plupart des groupes de travail se rencontrent à un rythme hebdomadaire pour gérer l'avancement de leurs activités.
L'essentiel de ces réunions est réalisé par téléconférence.

### Réunion de tous les membres
Les réunions physiques de tous les membres se tiennent deux fois par an. Les différentes réunions ont eu lieu :
- du 3 au 5 novembre 2009 aux siège social de Visteon, Van Buren Township, Michigan, USA ;
- du 18 au 20 mai 2010 chez BMW à Munich en Allemagne ;
- du 18 au 21 octobre 2010 à Dearborn, Michigan, USA ;
- du 4 au 6 mai 2011 à Dublin en Irlande ;
- du 11 au 14 octobre 2011 à San Jose en Californie, USA ;
- du 24 au 27 avril 2012 à Paris en France, Europe ;
- du 9 au 12 octobre 2012 à Shanghai en Chine, Asie.